# بونتيلاتوني
بونتيلاتوني (بالإيطالية: Pontelatone)‏ هي كومونا في مقاطعة كزرتة في منطقة كمبانية الإيطالية، وتقع على بعد 40 كيلومترًا (25 ميلًا) شمال نابولي و15 كيلومترًا (9 ميلًا) شمال غرب كزرتة.